# Johann Behm
Johann Behm (* 23. Juni 1578 in Königsberg; † 27. April 1648 ebenda) war ein lutherischer Theologe.

## Leben
Behm nahm 1596 ein Studium in seiner Heimatstadt auf. Er wechselte 1600 an die Universität Leipzig und bezog unter Leonhard Hutter die Universität Wittenberg, wo er 1608 zum Doktor der Theologie promoviert wurde. Kurz darauf wurde er als außerordentlicher Professor in der Universität Königsberg angestellt, erlangte 1612 eine ordentliche Professur der Theologie und die damit verbundene Pfarrstelle an der Schlosskirche.
Von hier an blieb er unter Johann Sigismund und Georg Wilhelm anfangs auch noch unter dem Kurfürsten Friedrich Wilhelm in dieser Position. Dabei trat er vor allem als streng orthodoxer Lutheraner gegen die Reformierten der evangelischen Kirche auf und führte mit seinem Kollegen Cölestin Myslenta diesen Kampf durch. Vor allem Johannes Crocius war sein schärfster Widersacher, dem er unterstellte, die Reformierten seien nach der Augsburger Konfession keine Verwandten.
Unter Georg Wilhelm hatte er später mehrmals mit dessen Hofprediger Johannes Bergius, der schon als Johann Montanus gegen ihn geschrieben hatte, zu streiten. Wie im Jahr 1621, als dieser unerwartet in einer Disputation Behms erschien und 1626, als Behm eine Leichenpredigt von Bergius beim Tode der Kurfürstin nachträglich ändern musste. Der Kurfürst Friedrich Wilhelm wollte eine Mäßigung zwischen Lutherischen und Reformierten Kräften erreichen und forderte die Parteien zur Mäßigung auf. Von nun an trat sein Sohn Michael Behm an, der das Werk des Vaters fortsetzen sollte.

## Werke (Auswahl)
- Rettung Glaubens und guten Nahmens Herrn Johan Behmen der Heiligen Schrifft Doctorn/ Welche ihm in unterschiedenen Calvinischen Schrifften sind angetastet worden. Schmidt, Königsberg 1615. (Digitalisat)
- Discussio biblico-historica de epocha annorum Graecorum, quorum mentio fit in libris Maccabaeorum. Reusner, Königsberg 1661. (Digitalisat)
- Exercitatio prima continens breves positiones historico-chronologicas tum ex biblica, tum profana historia a Mundi conditu, ad Egressum Filiorum Israel ex Aegypto. 1640. (Digitalisat)
- Scholastico-theologica diaskepsis peri ts prospolpsias : duabus quaestionibus comprehensa. Fabricius, Königsberg 1619. (Digitalisat)
- Decas problematum de glorioso dei et beatorum coelo, nonnullisque gloriosorum corporum dotibus. Rosa, Heidelberg 1618. (Digitalisat)
- Chronologica manuductio, & deductio annorum a conditu mundi, ad exterminium vsque prioris et posterioris templi ... duobus libris exhibita à Ioanne Behm, ... Hisce melioris illustrationis gratia ab eodem auctore adiectae sunt 1. Duae decades nobiliorum chrnologicohistoricarum obseruationum. 2. Tabula regum Assyriorum, Medorum.... Ruland, Frankfurt am Main 1619. (Digitalisat)